# Belén Casetta
Belén Casetta, née le 26 septembre 1994, est une athlète argentine, spécialiste du 3 000 m steeple.

## Biographie
Elle participe aux championnats du monde 2017 et se qualifie pour la finale du 3 000 m steeple en battant le record d'Amérique du Sud en 9 min 35 s 78. Elle termine 11e de la finale, deux jours plus tard, en abaissant ce record à 9 min 25 s 99.

## Palmarès
| Date | Compétition                    | Lieu      | Résultat | Temps          |
| ---- | ------------------------------ | --------- | -------- | -------------- |
| 2017 | Championnats du monde          | Londres   | 11e      | 9 min 25 s 99  |
| 2017 | Universiade                    | Taipei    | 6e       | 10 min 12 s 77 |
| 2019 | Championnats d'Amérique du Sud | Lima      | 2e       | 10 min 04 s 54 |
| 2019 | Universiade                    | Naples    | 2e       | 9 min 43 s 05  |
| 2019 | Jeux panaméricains             | Lima      | 3e       | 9 min 44 s 46  |
| 2021 | Championnats d'Amérique du Sud | Guayaquil | 3e       | 9 min 45 s 79  |
| 2022 | Championnats ibéro-américains  | La Nucia  | 1re      | 9 min 29 s 60  |
| 2023 | Jeux panaméricains             | Santiago  | 1re      | 9 min 39 s 47  |

## Records
| Épreuve         | Performance        | Lieu    | Date         |
| --------------- | ------------------ | ------- | ------------ |
| 3 000 m steeple | 9 min 25 s 99 (NR) | Londres | 11 août 2017 |